# Ljubav u zaleđu
Ljubav u zaleđu je hrvatska telenovela napisala Diana Pečkaj Vuković i Martina Vukoja. Glavni redatelji su bili Branko Ivanda, Zoran Budak i Stanislav Tomić.

## Sinopsis
Dramska serija svojevrsna je obiteljska saga koja se odvija u prepoznatljivoj urbanoj sredini grada Zagreba. U središtu priče tri su obitelji (dvije generacije u svakoj), a sve ih povezuje nogomet. Priča je to o četvorici mladića iz predgrađa koji su odrasli uz nogomet; dvojica od njih napravili su profesionalne karijere, jedan je završio kao uspješan trener, a četvrti u menadžerskim vodama. U mladosti, na vrhuncu karijere, dogodila se tragedija u kojoj je jedan od mladića izgubio život, a ostale je potom život odnio na različite strane. 
Serija zapravo započinje 25 godina kasnije kada su svi ponovo u Zagrebu. Glavna se priča odvija između dvoje mladih, nogometaša Marka Marušića i slikarice Nine Radić, čiji je prvi susret rezultirao svađom. Nina Radić dolazi iz imućnije obitelji, kćer je poduzetnika Franje Fišera i glavne urednice tračerskog časopisa Stars, Ksenije Fišer. Distancirana od svoje obitelji, živi u malom stanu zajedno sa svojim dečkom, DJ-em, Teom. Marko Marušić je pak poznati nogometaš zagrebačkog nogometnog kluba, čija je djevojka manekenka i jettsetterica, umišljena Maja Župan. Marko je u djetinjstvu ostao bez oca, koji je poginuo u prometnoj nesreći, što je ostavilo Markovu majku, Mariju Marušić, udovicom. Uskoro, u klub dolazi novi trener, Petar Malek, koji je uvelike povezan s Markom, i nesrećom njegova oca, kao i Franjo Fisher i Vlado Cukić, otac Markova najvećeg suparnika, nogometaša Ognjena. Uskoro, Marko počne osjećati nešto prema Nini... no, hoće li promijeniti mišljenje kad sazna kako je Ninin otac jedan od osumnjičenih za smrt njegova oca?

### Zanimljivosti o seriji
- Ispočetka, serija se trebala zvati samo "Nina", a od opcija pričalo se i o naslovima "U zaleđu ljubavi" i "Ljubav u offsideu". Naposljetku, izabran je i postojeći naslov - Ljubav u zaleđu.
- Glumica, Jelena Veljača, koja je u prvoj AVA-inoj telenoveli "Villa Maria", tumačila lik pozitivke, u ovoj se telenoveli okušala u drugoj ulozi, ulozi negativke.
- Špekuliralo se kako Roman Majetić nije bio zadovoljan likom Marije Marušić, koju je tumačila glumica Nada Gačešić-Livaković, te je namjeravao "ubiti" taj lik, na što je glumica zamolila producenta da bude milostiv i da ostavi Mariju "bar u komi". Želja glumice nije poslušana, te je njen lik, Marija Marušić, preminula u seriji nakon prometne nesreće u kojoj se našla.
- Glumica Bojana Gregorić (Anita) bila je trudna u vrijeme snimanja serije, što je navelo producente da nakon 40-ak epizoda serije, izbace Bojanin lik, i uvedu novi lik, Anitinu zamjenicu, također novinarku, Ivanu, koju je tumačila glumica i voditeljica Kristina Krepela.
- Nakon ogromnog uspjeha telenovele "Villa Maria" u Srbiji, ovaj je put angažirano dvoje glumaca iz Beograda za stalnu postavu. Maja Noveljić-Romčević i Nenad Stojmenović su glumili majku i sina obitelji Cukić.
- Roman Majetić bio je na čelu audicije u Meksiku gdje je izabrao dvoje glumaca za ulogu dvoje Argentinaca u telenoveli. Odluka je pala na meksičke glumce, Paolu Toyos i Juana Pabla Medinu, kojima je ovo bila prva uloga izvan granica Latinoamerike.
- Glumica Mirela Brekalo-Popović (Ljerka) i Siniša Popović (Hojak) su u stvarnom životu muž i žena, dok su njihovi kolege-glumci, Zlatko Ožbolt (Petar Malek) i Sanja Marin (inspektorica Hiš) bivši muž i žena.
- Lik gradonačelnika Sinkovića, kojeg tumači glumac Pero Juričić, se pojavio i u prvoj AVA-inoj telenoveli "Villa Maria". Osim toga, glumci Pero Juričić (Sinković) i Filip Juričić (Marko) su u stvarnom životu otac i sin.
- Lik Dalmatinke Mare, kojeg je tumačila Ines Bojanić, se također pojavljuje u srpskom sitcomu "Agencija za sve i svašta".
- Specijalno pojavljivanje u seriji imao je i fotograf, Stefan Lupino.
- 4. lipnja 2007., na HRT 1, započelo je ponovno prikazivanje telenovele u terminu 17:10.

## Uloge
| Glumac/ica             | Lik                                         |
| ---------------------- | ------------------------------------------- |
| Iva Visković           | Nina Radić alias Nina Fišer                 |
| Filip Juričić          | Marko Marušić                               |
| Ksenija Pajić          | Ksenija Fišer                               |
| Zijad Gračić           | Franjo "Frenky" Fišer                       |
| Jelena Veljača         | Maja Župan                                  |
| Nada Gačešić-Livaković | Marija Marušić †                            |
| Maja Noveljić Romčević | Gordana "Goga" Cukić Ljiljana "Lili" Libert |
| Nenad Stojmenović      | Ognjen "Ogi" Cukić                          |
| Zlatko Ožbolt          | Petar Malek                                 |
| Darko Janeš            | Vladimir "Vlado" Cukić                      |
| Robert Kurbaša         | Duje Kaliterna                              |
| Ines Bojanić           | Marijana "Mare"                             |
| Tamara Garbajs         | Lana Gruden                                 |
| Helena Minić           | Tanja                                       |
| Robert Bošković        | Teo                                         |
| Kristina Krepela       | Ivana Majdak                                |
| Paola Toyos            | Alejandra Castillo                          |
| Juan Pablo Medina      | Enrique Castillo                            |
| Mirela Brekalo         | Ljerka                                      |
| Siniša Popović         | Hojak †                                     |
| Slaven Knezović        | Mirko Lučić                                 |
| Adam Končić            | Krešimir "Krešo" Kovač                      |
| Mladen Čutura          | Valent Marković                             |
| Milo Ostović           | Ivica                                       |
| Radovan Periša         | Gudelj                                      |

## Gledanost
Serija je bila najgledaniji serijski program na području Republike Hrvatske tijekom svoga prikazivanja s prosječno 946 tisuća gledatelja.

## Vanjske poveznice
- Službene stranice Ava Television Production  Arhivirana inačica izvorne stranice od 5. prosinca 2006. (Wayback Machine)
- Uvodna špica telenovele